# Židovský hřbitov v Bělči

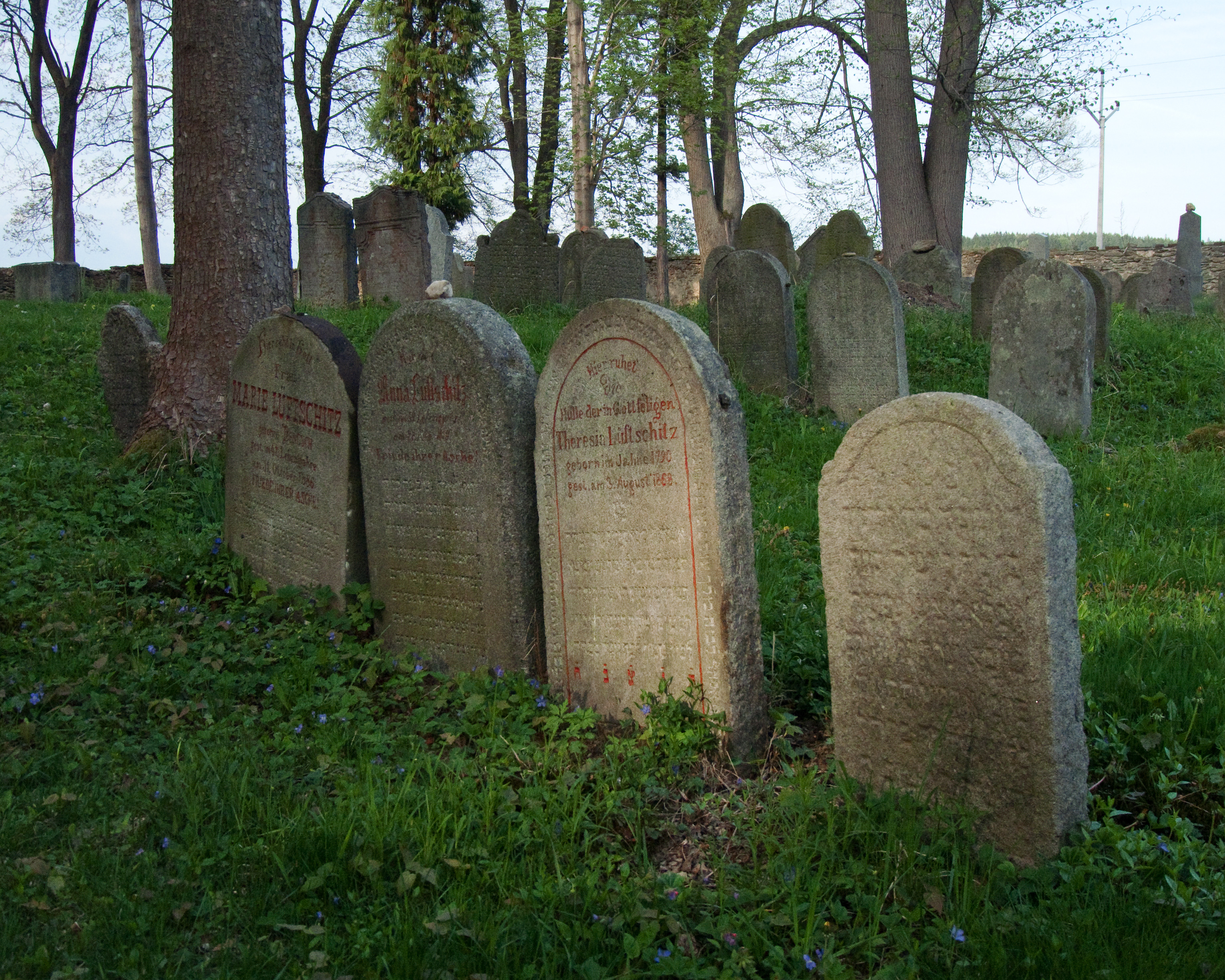
Náhrobky s nezvyklým červeným písmem

Židovský hřbitov v Bělči se nachází asi 3 km od města Mladá Vožice na mírném návrší napravo od silnice č. 137 mezi Elbančicemi a Vilicemi. Hřbitov byl založen před rokem 1723 a během 19. století byl rozšířen. Poslední pohřby zde proběhly před začátkem 2. světové války a potom hřbitov pustnul až do roku 1996, kdy začaly opravy zdi. Rekonstrukce probíhala do roku 2002, kdy již byla opravena i malá obřadní síň.
Hřbitov má rozlohu 2805 m2 a dochovalo se na něm asi 180 náhrobků, nejstarší pocházejí z 1. poloviny 18. století.
V Bělči ani v Elbančicích židovská obec nebyla, hřbitov patřil ŽNO v Mladé Vožici. Tamější židovská komunita přestala existovat v roce 1940.
Hřbitov je volně přístupný pro pěší i řidiče po polní cestě odbočující ze silnice.